# Amata trigonophora

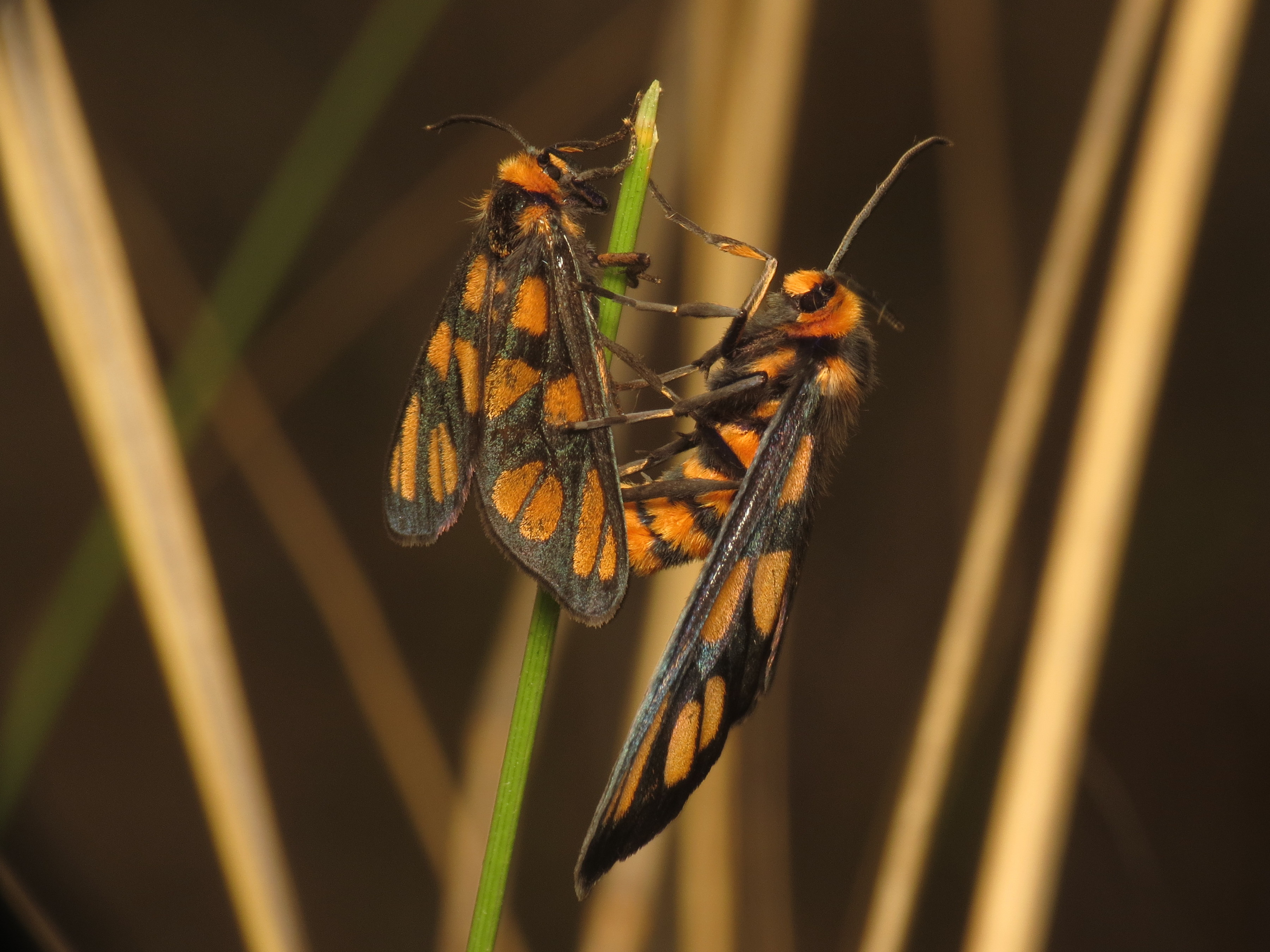
Kopula

Amata trigonophora ist ein in Australien vorkommender Schmetterling aus der Unterfamilie der Bärenspinner (Arctiinae).

## Merkmale

### Falter
Die Flügelspannweite von Amata trigonophora beträgt ca. 30 Millimeter. Die Flügel sind schwarz und auf den Vorder- und Hinterflügeloberseiten mit kräftig gelben Flecken versehen. Der schwarze Hinterleib ist vom Thorax bis zum Ende gelb geringelt. Im Gesamterscheinungsbild ähneln die Imagines dadurch den Echten Wespen (Vespinae), was als Mimikry zu verstehen ist. Dabei handelt es sich um eine „Schutzmimikry“, wobei durch die Imitation der wehrhaften Vorbilder potentielle Fressfeinde abgeschreckt werden sollen. Bei beiden Geschlechtern sind die Fühler bis zur Spitze schwarz. Der  Saugrüssel ist gut entwickelt.

### Ähnliche Arten
Zeichnungsmäßig sehr ähnlich sind die ebenfalls in Australien vorkommenden Amata aperta, Amata humeralis und Amata nigriceps. In Zweifelsfällen sollten bei der Bestimmung  Spezialisten zu Rate gezogen werden. Die Fleckenzeichnung auf den Flügeloberseiten bei Amata huebneri tendiert farblich zu blasseren Gelbtönen. Die Fühler sind an der Spitze weiß. Mit einer Flügelspannweite von 22 bis 24 Millimeter ist die Art außerdem deutlich kleiner als Amata trigonophora.

## Vorkommen
Amata trigonophora kommt im Osten Australiens vor. Hauptlebensraum sind küstennahe, tropische Regenwälder.

## Lebensweise
Die Falter fliegen in den Monaten September bis Februar. Zur Nektaraufnahme besuchen sie Blüten. Die Raupen ernähren sich von zu Boden gefallenem Laub.